# Niecka
Niecka
- w geologii – łagodna synklina o dużej powierzchni, będąca strukturą wgłębną, często niewidoczną na powierzchni. Na jej bazie mogą powstać formacje złożowe, w tym np.:
  - niecka artezyjska
  - niecka węglowa
- w znaczeniu geomorfologicznym (rzeźba terenu) – niewielkie podłużne obniżenie terenu, powstałe na skutek przemian górnej warstwy skorupy ziemskiej. Niecka taka odznacza się łagodnym profilem poprzecznym, powstaje wskutek spełzywania i spłukiwania materiału skalnego. Rozróżniane są tu m.in.: 
  - niecka ablacyjna – formowana przez spłukiwanie i spełzanie na obszarze bezleśnym
  - niecka korazyjna – powstaje głównie w efekcie spełzywania lub soliflukcji